# FSO Polonez
FSO Polonez este o serie de autovehicule produse în uzina FSO din Varșovia între 3 mai 1978 și 22 aprilie 2002. În total, s-au fabricat 1.061.807 de exemplare ale mărcii poloneze în diverse variante constructive fără a include camionetele și furgoanele de marfă.

## Cronologie a modelelor[1]
- 1978 - FSO Polonez/FSO Polski 1300/1500 (MR'78)
- 1979 - FSO Polonez 2000 DOHC, 1995cc
- 1981 - FSO Polonez Coupé 1.5X
- 1983 - MR'83 - 1.3C, 1.3CE, 1.3 LE, 1.5C, 1.5CE, 1.5L, 1.5 LS, 1.5 LE, 2000
- 1984 - 2.0 D Turbo
- 1985 - MR'85
- 1986 - MR'86
- 1987 - MR'87, 1.6 LE
- 1987 - 1500 OHV AA
- 1988 - FSO Polonez Truck (pick-up)
- 1989 - FSO Polonez MR'89, 1.5 SLE, 1.5 SLE Turbo, 1.6 SLE
- 1990 - FSO Polonez MR'89, 2.0 SLE
- 1991 - FSO Polonez Caro (MR'91), 1.5 GLE, 1.6 GLE, 1.9 GLD, 2.0 GLE
- 1992 - FSO Polonez Truck (Caro pick-up)
- 1992 - FSO Polonez Caro, 1.4 GLI 16v, 1.5 GLI, 1.6 GLI
- 1993 - FSO Polonez Caro (MR'93)
- 1993 - FSO Polonez Cargo (van)
- 1994 - Prototip - FSO Polonez Sedan / FSO Polonez Kombi
- 1994 - Prototip 4x4 pick-up FSO Polonez Analog
- 1996 - FSO Polonez Atu (sedan)
- 1997 - Daewoo-FSO Polonez Atu Plus, Caro Plus, Cargo Plus, Truck Plus, 1.4 MPI/GTI 16v, 1.6 GLi, 1.6 GSi, 1.6 I, 1.9 D
- 1999 - Daewoo-FSO Polonez Kombi, 1.6 MPI
- 2001 iunie - Polonez Cargo Plus - autoutilitară
- 2002 aprilie - Polonez Caro Plus, Atu Plus, Kombi - autoutilitară
- 2003 martie - Polonez Truck Plus - autoutilitară

## Modele
| Producția    | Modele                    | Motorizări                                                                        | Fișier |
| ------------ | ------------------------- | --------------------------------------------------------------------------------- | ------ |
| hatchback    |                           |                                                                                   |        |
| 1978-1986    | Polonez MR'78/MR'83/MR'85 | 1300 BA, 1300 BB, 1500 AA, 1500 AB, 1500 AC, 1500 Turbo A, 2000, 2.0 D Turbo      |        |
| 1986-1991    | Polonez MR'86/MR'87/MR'89 | 1.5 LE, 1.6 LE, 2.0 LE, 1.5 SLE, 1.5 Turbo, 1.6 SLE, 2.0 SLE                      |        |
| 1991-1997    | Polonez Caro              | 1500 AB, 1600 CB, 1500 AE, 1600 CE, 1500 AF, !1600 CF, 1400 EL, 2000 GLE, 1900 EJ |        |
| 1997-2002    | Polonez Caro Plus         | 1.4 GTi/MPi 16v, 1.6 GLi, 1.6 GSi                                                 |        |
| sedan        |                           |                                                                                   |        |
| 1996-1997    | Polonez Atu               | 1.4 GLI 16v, 1.6 GLI, 1.9 GLD                                                     |        |
| 1997-2002    | Polonez Atu Plus          | 1.4 GTi/MPi 16v, 1.6 GLi, 1.6 GSi                                                 |        |
| combi        |                           |                                                                                   |        |
| 1999-2002    | Polonez Kombi             | 1.6 MPI                                                                           |        |
| van          |                           |                                                                                   |        |
| 1993-1997    | Polonez Cargo             | 1.6 GLE, 1.6 GLI, 1.9 GLD                                                         |        |
| 1997-2001    | Polonez Cargo Plus        | 1.6 GLI                                                                           |        |
| pick-up      |                           |                                                                                   |        |
| 1988-1992    | Polonez Truck             | 1.5 E, 1.6 E, 1.9 D                                                               |        |
| 1992-1997    | Polonez Truck             | 1.6 GLE, 1.6 GLI, 1.9 GLD                                                         |        |
| 1997-2003    | Polonez Truck Plus        | 1.6 I, 1.9 D                                                                      |        |
| coupé        |                           |                                                                                   |        |
| 1981 și 1983 | Polonez Coupé             | 1.5 X                                                                             |        |